# Литтелтонский автомобильный тоннель
Ли́ттелтонский автомоби́льный тонне́ль связывает новозеландские города Крайстчерч и Литтелтон. Тоннель был открыт в 1964 году. По тоннелю проходит свыше 11 000 ед. транспорта в день.
После землетрясения в феврале 2011 года тоннель был ненадолго закрыт, так как въезд в тоннель со стороны долины Хиткот был полностью разрушен, а административное здание тоннеля получило серьёзные повреждения. Здание управления входит в перечень исторических мест Новой Зеландии первой категории и находится в ведомстве Фонда по охране исторических мест Новой Зеландии.

## История
Литтелтон и Крайстчерч связаны железнодорожным тоннелем с 1867 года. Автомобильный транспорт вынужден был пользоваться маршрутами через перевал Эванс или через перевал Дайерс, где расположена одна из достопримечательностей Новой Зеландии — кафе «Знак киви».
Сооружение тоннеля началось в 1962 году, а открыт для движения он был 27 февраля 1964 года. По состоянию на апрель 2013 года этот тоннель, протяжённостью 1970 метров, считался самым длинным тоннелем в Новой Зеландии. Тоннель является частью государственного шоссе 74.
Административное здание тоннеля было спроектировано Питером Бивеном, архитектором из Крайстчерча. Здание расположено в долине Хиткот, неподалёку от въезда в тоннель. Это здание входит в список исторических мест первой категории, находящихся в ведении Фонда по охране исторических мест Новой Зеландии, за номером 7746. Здание было зарегистрировано Фондом 14 мая 2008 года и стало одним из самых современных зданий, имеющих охранный статус. При вводе в эксплуатацию здание позиционировалось как «визитная карточка Кентербери».
По состоянию на 2010 год, среднедневной транспортный поток в тоннеле достигал 10 755 ед. техники в день, из которых 12,3 % приходилось на большегрузный транспорт. Плата за проезд по тоннелю (20 центов) была отменена Актом 1978 года, который вступил в силу 1 апреля 1979 года.
Велосипедистам запрещено использовать тоннель, однако им в течение многих лет разрешалось пользоваться тоннелем один день в году для проведения гонки Tunnel Ride. Так например, в 2001 году движение велосипедистов в тоннеле было разрешено в связи с проведением 3-й Конференции велосипедистов Новой Зеландии.
С 2007 года автобусы Крайстчерча стали оснащаться специальными креплениями для велосипедов, что позволило облегчить велосипедистам перемещение между долиной Хиткот и Литтелтоном.

## Инциденты
В августе 2008 года в тоннеле было перекрыто движение в северном направлении по причине схода оползня. Тоннель также был временно закрыт после землетрясения 2010 года и последующих за ним подземных толчков. Это позволило соответствующим службам проверить состояние тоннеля и пригодность его к дальнейшей эксплуатации. В целом движение по тоннелю нормализовывалось в течение 20 минут после каждого афтершока.
Тоннель вновь был закрыт после землетрясения в феврале 2011 года. Свод тоннеля был повреждён камнепадом, и в течение нескольких дней демонтирован в месте аварии. После проверки, в тот же день, движение в тоннеле было открыто для автотранспорта служб быстрого реагирования. C 26 февраля и до полного возобновления функционирования тоннеля, движение по нему было ограничено и разрешалось только для жителей Литтелтона. Здание управления тоннелем также получило большие повреждения и было признано непригодным для эксплуатации.

## Изображения

Литтелтонский автомобильный тоннель
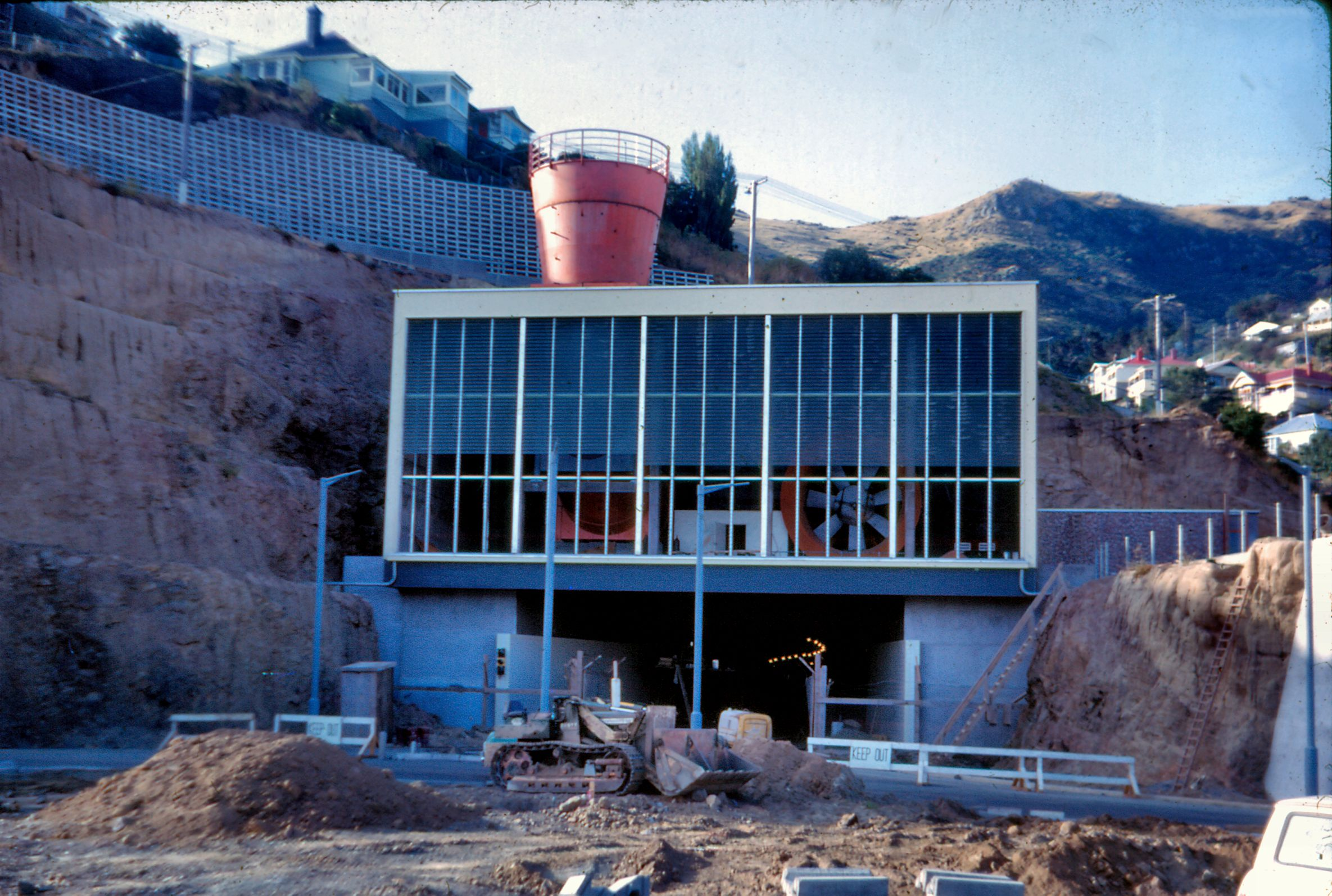
Южный портал тоннеля (в Литтелтоне) в процессе сооружения в 1964 году
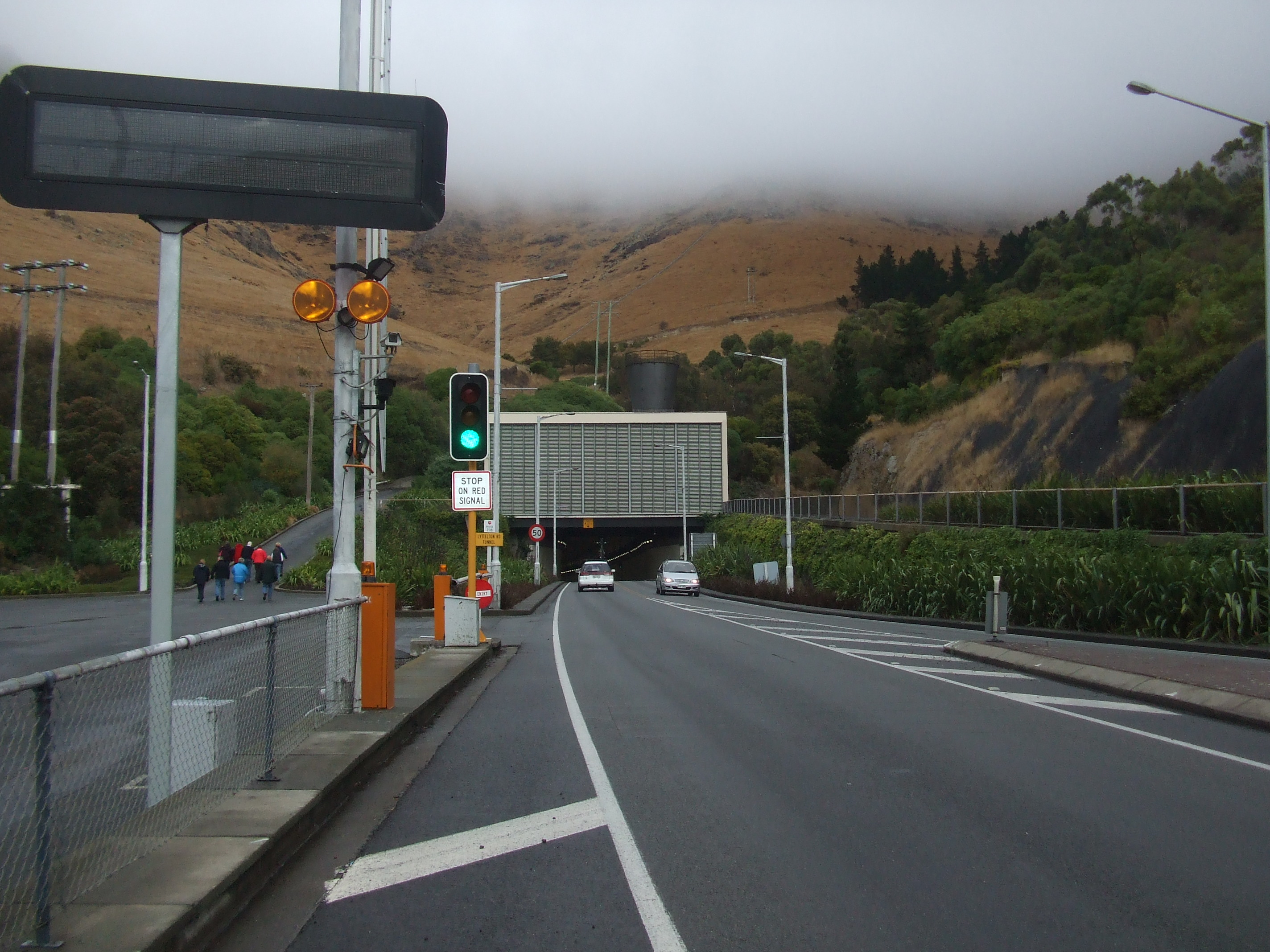
Северный портал тоннеля (в долине Хиткот) в 2010 году
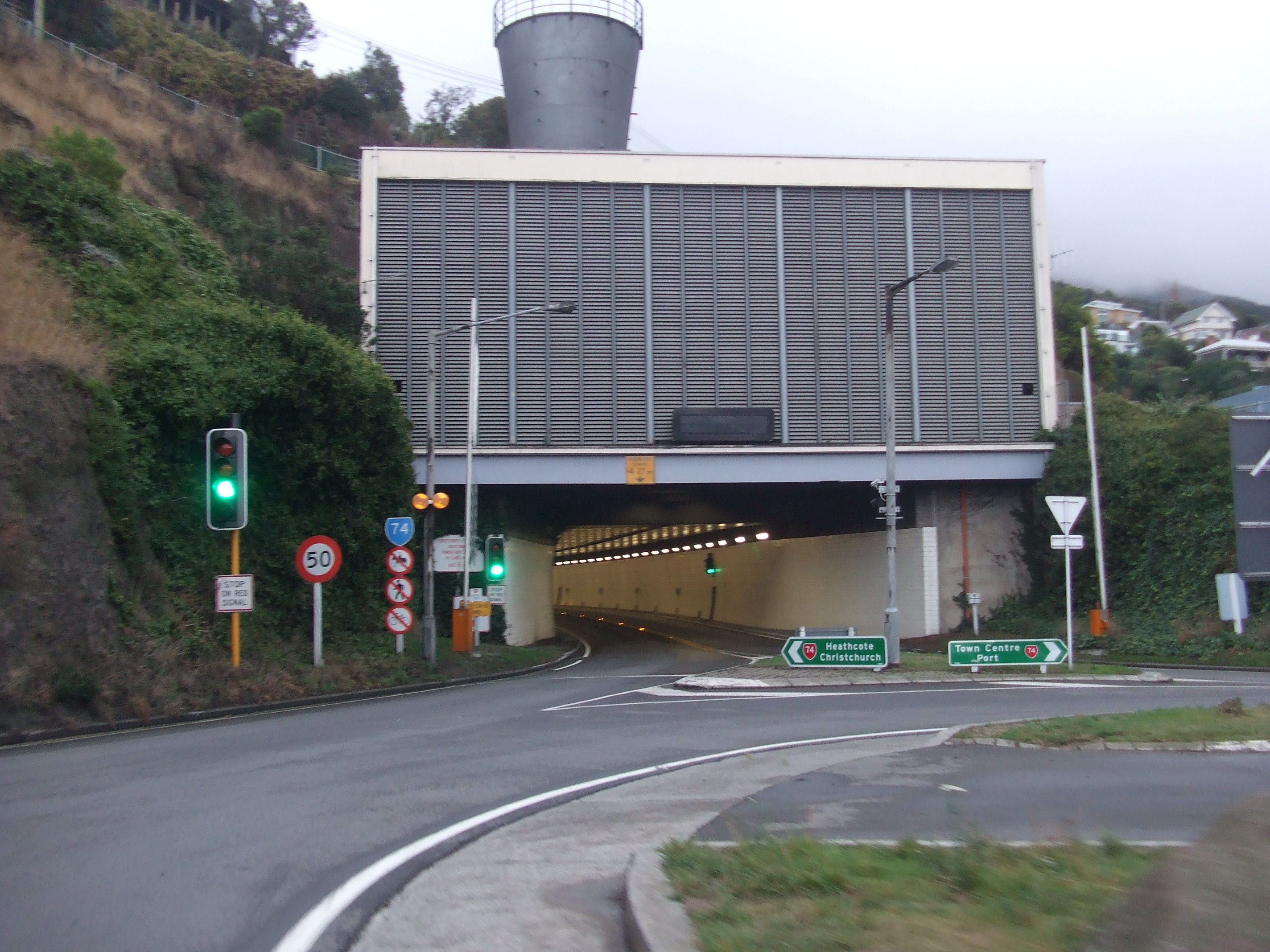
Южный портал тоннеля в 2010 году
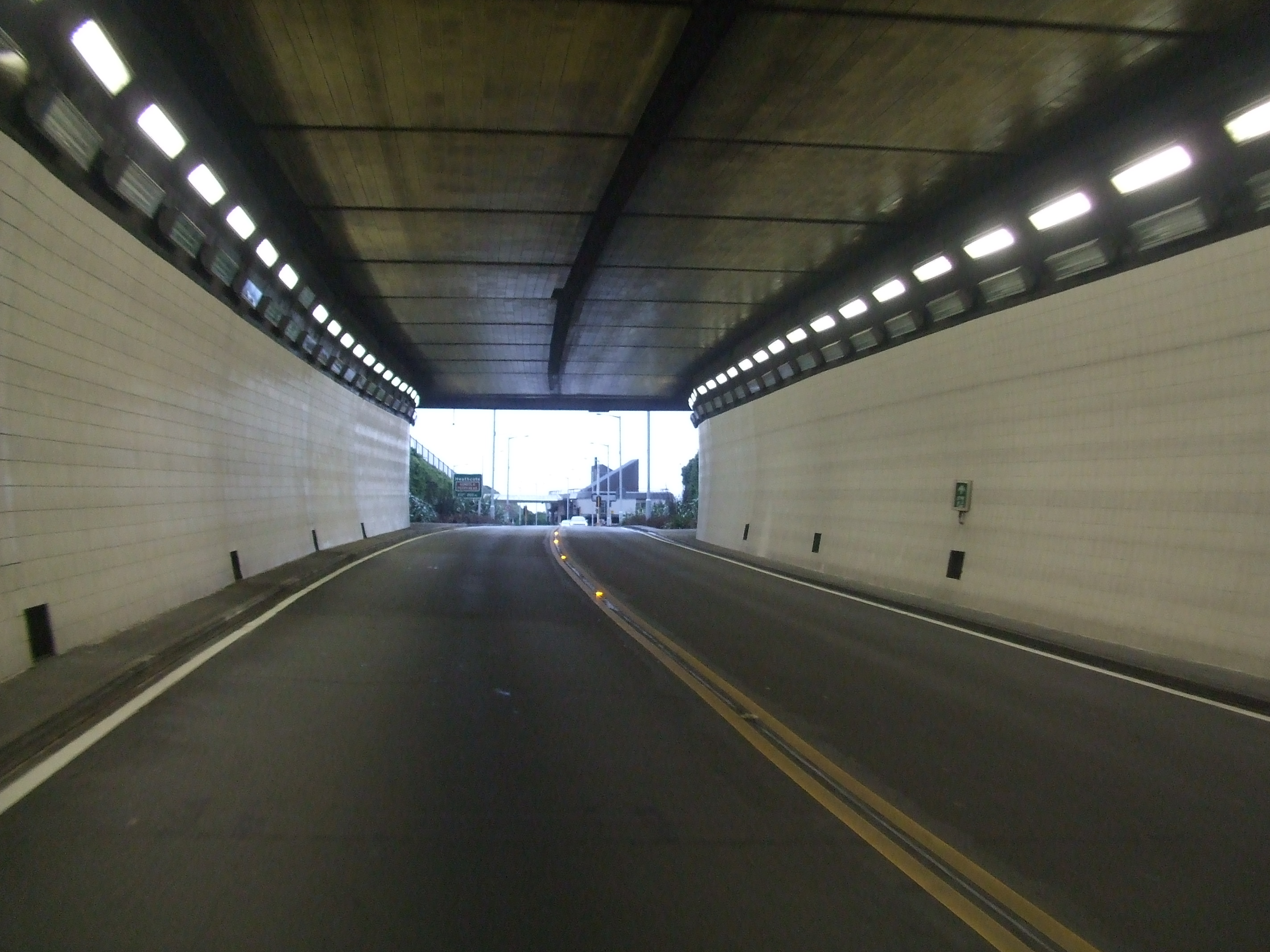
Внутри северного портала тоннеля в 2010 году
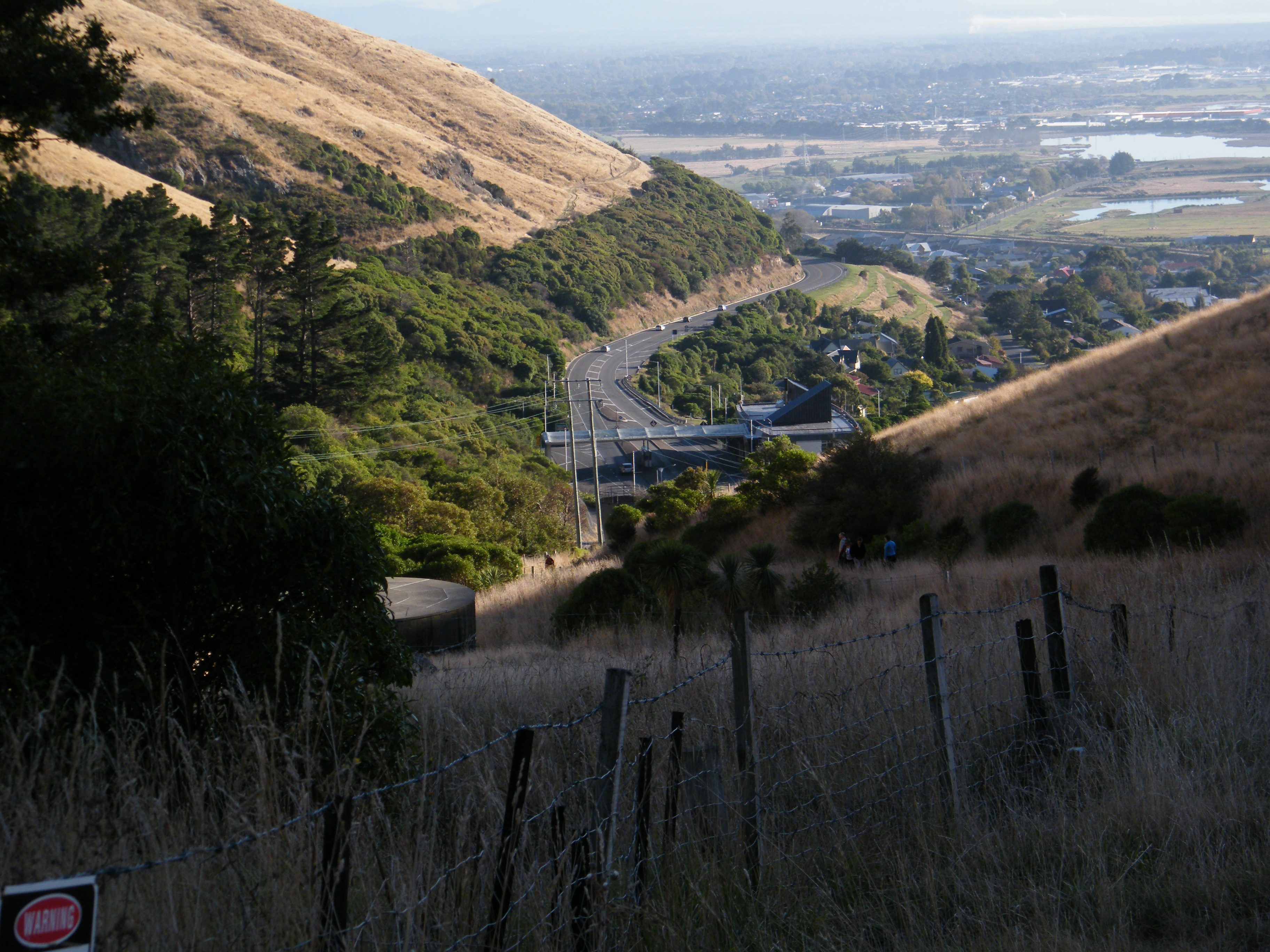
Вид на северный портал с Бридж-Пас, май 2010